# Про-феминизам
Про-феминизам се односи на подршку циљу феминизма без имплицирања да је особа присталица, односно члан/ица феминистичког покрета. Термин се најчешће користи за мушкарце („мушке феминисткиње“) који активно подржавају феминизам и његове напоре да доведу до политичке, економске, културне, личне и друштвене једнакости жена и мушкараца. Један број про-феминистичких мушкараца укључен је у политички активизам, најчешће у областима родне равноправности, женских права и окончања насиља над женама.
Како је феминистичка теорија наишла на подршку међу бројним мушкарцима који су формирали групе за подизање свести 1960-их, ове групе су се разликовале по преференцијама према одређеним теоријама феминизма и политичким приступима. Међутим, укључивање мушких гласова као „феминистичких“ представљало је проблеме за неке. За један број жена и мушкараца, реч „феминизам” била је резервисана за жене, које су сматрали субјектима који су искусили неједнакост и угњетавање којима је феминизам настојао да се позабави. Као одговор на овај приговор, разне групе су сковале и браниле друге термине попут антисексизма и про-феминизма.
Активности про-феминистичких мушких група укључују рад против насиља са дечацима и младићима у школама, нудећи радионице о сексуалном узнемиравању на радним местима, вођење кампања за образовање у заједници и саветовање мушких починилаца насиља.
Про-феминистички мушки активисти су такође укључени у здравље мушкараца, мушке студије, развој наставних планова и програма за родну равноправност у школама и многе друге области. Про-феминистички мушкарци који подржавају феминисткиње против порнографије учествују у активизму против порнографије, укључујући законе против порнографије. Овај рад је понекад у сарадњи са феминисткињама и женским службама, као што су кризни центри за насиље у породици и силовања.
Термин „про-феминистички“ понекад користе и особе које имају феминистичка уверења или које се залажу за феминистичке циљеве, али које себе не сматрају феминистима/кињама. Користе га и они који се не идентификују са феминистичким покретом или желе да их други идентификују са њим. Неки активисти уопште не говоре о мушкарцима као о „феминистима“. Други критикују "про-феминистичке" мушкарце који одбијају да се идентификују као феминисти. Већина великих феминистичких група, пре свега Национална организација за жене и Фондација феминистичке већине, називају мушке активисте „феминистима“ пре него „про-феминистима“.

## Активизам
Про-феминистички мушкарци су прихватили феминистичке идеје и активно се залагали за равноправност жена. У суштини, кроз веру у науку и напредак, про-феминисти су веровали да је „право гласа само јавни израз феминистичког изазова друштвеном поретку који је и жене и мушкарце везивао за репресивне друштвене услове“ и да би на дуге стазе то био огроман добитак за оба пола.
Неки сматрају да су про-феминистички мушкарци струја модерног мушког покрета који наклоњен феминизму. Про-феминистички мушкарци настоје да дају мушке гласове феминизму и заговарају промену како жена тако и мушкараца у њиховим родним односима и друштвеним, политичким и институционалним структурама. Неке феминисткиње тврде да је укључивање мушкараца у феминистички покрет неопходно за универзализацију покрета и да би покрет остао релевантан у будућности. Од друге половине 20. века, све више про-феминисткиња широм света се укључило у залагање за различите узроке који су типично повезани са феминизмом, укључујући, али не ограничавајући се на активизам против силовања и насиља, као и изазивање сексуализације жена у медијима.
Област феминистичког друштвеног рада у којој су учествовали неки про-феминистички мушкарци је превенција насиља над женама и подршка жртвама насиља. Активисти за борбу против насиља раде у склоништима за злостављане жене, саветују преживеле, рехабилитују починиоце и шире свест о овом проблему. Многи мушки активисти подржавају ове кампање против насиља на два снажна фронта: прво, да се насиље над женама тиче свих људи, без обзира на пол; и друго, да више пажње треба посветити друштвеним срединама које производе починиоце. Активисти су такође анализирали културолошке факторе који доприносе насиљу над женама.
Иако је учешће мушкараца у активизму против силовања у америчким кампањама још увек неуобичајено, неки мушкарци су се показали као вредни савезници на својим позицијама у склоништима, групама за подршку и тимовима за одговор на силовање. Неки мушки активисти тврде да су њихови напори дочекани са неповерењем и бесом. Много литературе о мушким активистима за борбу против силовања укључује мушкарце који доживљавају епифанију о емоционалном и психолошком утицају силовања на своје жртве. Научници обично тврде да мушкарци морају да постану свесни ових проблема, да би окончали силовање и насиље над женама, иначе нема наде за заустављање силовања. 
Поред борби са којима се мушкарци суочавају у оквиру свог рада са активизмом против силовања, многи мушкарци који изаберу да се изјасне против силовања, желе да се на њих гледа као на „немаскулине“. Мушко одступање од хегемонистичке мушкости, коју тренутно карактеришу особине као што су чврстина, доминација, самопоуздање и емоционално понашање, хетеросексуалност, ограничавање емоционалног понашања, могу довести до искључења од стране њихових мушких вршњака. Мушки активисти тврде да осим ако се маскулинитет не може редефинисати тако да укључује бригу о женама и рањивост на емоционалне проблеме као што је силовање, мушкарци ће наставити да избегавају предузимање акција против силовања.
Неки про-феминистички научници верују да је приказ сексуалности у порнографији допринео порасту сексуалног насиља, мизогиније и одржавању неједнакости међу половима. Они сугеришу да је нормализација насилних и понижавајућих сексуалних чинова у којима доминирају мушкарци навела кориснике порнографије да инкорпорирају насиље у своје животе.Про-феминисти могу тврдити да се ови трендови у порнографији огледају у повећаним актима сексуалног насиља; а такође доприносе нормализацији културе силовања. Као и у неким областима феминизма, про-феминисткиње такође могу веровати да порнографија жене и тинејџерке своди на сексуалне објекте.

## Основна уверења
Како не постоји централизовани покрет, мотивација и циљеви про-феминистичких мушкараца су различити. Једна про-феминистичка веб страница тврди да су међу тим уверењима:
- симпатија према феминизму која се врти око једноставног прихватања да су мушкарци и жене једнаки и да их стога треба третирати једнако, односно да жене треба да имају приступ пословима и областима јавног живота као и мушкарци.
- страствена и дубока посвећеност
- "...радикално преиспитивање традиционалних западних модела мишљења, начина на који ови привилегују мушки начин постојања и знања."[8]

Питања о којима пр-офеминисти обично воде кампање укључују насиље над женама, сексизам, неједнакост у платама и напредовању на послу, трговину сексом и права жена на контролу рађања. Про-феминистички мушкарци такође воде кампању против порнографије.
Они генерално верују да:
- жене пате од неједнакости и неправде у друштву, док мушкарци добијају различите облике моћи и привилегија.
- тренутни, доминантни модел мушкости или мушкости је опресиван за жене, као и ограничавајући за саме мушкарце.
- верују да мушкарци морају да преузму одговорност за сопствено понашање и ставове и да раде на промени понашања мушкараца уопште.

Профеминистички мушкарци обично такође препознају важност других облика неправде и других врста друштвених односа. Профеминисти претпостављају да класа, раса, сексуалност, године и друге сличне ствари значајно утичу на односе између мушкараца и жена.
Профеминистички мушкарци који су политички активни склони су да се концентришу на бројна специфична питања, као што је насиље мушкараца.